# Bangkok Post
Il Bangkok Post è un quotidiano thailandese scritto in lingua inglese pubblicato a Bangkok. Fu fondato il 1º agosto del 1946 da Alexander MacDonald, un ex ufficiale dell'Office of Strategic Services, e dal suo socio thailandese Prasit Lulitanond.
Il giornale ha cambiato proprietà diverse volte ed è attualmente della società Post Publishing Public Co. Ltd.; tra gli azionisti di maggioranza vi sono la famiglia Chirathivat (proprietari del Central Group), il giornale South China Morning Post di Hong Kong e GMM Grammy, la maggiore azienda thailandese per i mass media e l'intrattenimento.
In passato, a causa della censura vigente nel paese e della delicata situazione politica thailandese, il giornale ha spesso assunto posizioni ambigue che gli sono costate diverse accuse e critiche.

## Composizione
Nel Bangkok Post vi sono le pagine di cronaca e politica interna ed estera, pagine di opinionisti, di analisi e di notizie sportive. Ogni giorno esce accompagnato da diversi inserti gratuiti tra i quali:
- Business: recante notizie di finanza locale, internazionale e tabulati sui mercati azionari
- Outlook: con articoli culturali, di intrattenimento, di consigli ed i programmi radio-televisivi locali
- Database: un settimanale di informazione tecnologica che esce il mercoledì
- Horizon: un settimanale relativo ai viaggi, inserto del giovedì
- Motoring: un settimanale sul mondo dei motori che esce il venerdì
- Sunday Perspective: un settimanale di analisi giornalistica che viene allegato la domenica
- Real Time: un'agenda settimanale sugli appuntamenti d'arte, contenente recensioni di film, libri, musica e ristoranti. Esce al venerdì
- Education: sezione di insegnamento della lingua inglese
- Guru: una rivista di intrattenimento del venerdì indirizzata principalmente ai giovani thailandesi
- Classified: un inserto pubblicitario contenente annunci di lavoro, case, compra-vendita etc.